# Cinq mélodies populaires grecques
Pour les articles homonymes, voir mélodie (homonymie).
Les Cinq mélodies populaires grecques forment un recueil de chants traditionnels grecs harmonisés par Maurice Ravel de 1904 à 1906, sur des textes anonymes traduits du grec moderne en français par Michel Dimitri Calvocoressi.

## Présentation
Le recueil de Cinq mélodies populaires grecques, publié sous ce titre en 1906 aux éditions Durand, est la réunion de chansons populaires grecques anonymes de diverses provenances harmonisées par Maurice Ravel en plusieurs étapes et pour plusieurs finalités. Leur point commun est qu'elles ont toutes un même commanditaire, Michel Dimitri Calvocoressi, proche ami de Maurice Ravel, d'origine grecque, membre du cercle des Apaches.
Quatre des cinq mélodies proviennent de l'île de Chio où elles ont été recueillies et enregistrées sur cire par l'helléniste Hubert Pernot puis mises en musique à Paris d'après les disques de cire par Paul Le Flem dans un recueil publié en 1903. Une seule mélodie du recueil de Ravel, Quel galant m'est comparable (n°3 du recueil de Maurice Ravel), a une autre origine : elle a été recueillie en Épire par Périclès Matza, qui la publia dans un recueil à Constantinople en 1883.
Deux des mélodies, Quel galant m'est comparable (n°3 du recueil) et la Chanson des cueilleuses de lentisques (n°4 du recueil), ont été harmonisées par Maurice Ravel à la demande de Calvocoressi, pour les besoins d'une conférence musicale de Pierre Aubry sur les chants populaires et grecs à l'École des Hautes Études sociales à Paris le 20 février 1904. Les deux mélodies furent créées par la chanteuse Louise Thomasset et par Maurice Ravel en personne au piano.
Les trois autres mélodies, Chanson de la mariée ou Réveil de la mariée (n°1 du recueil), Là-bas, vers l'église (n°2 du recueil) et Tout gai ! (n°5 du recueil), ont été harmonisées par Maurice Ravel pour les besoins d'une conférence musicale de Michel Dimitri Calvocoressi le 28 avril 1906 à l'Université populaire du Faubourg Saint-Antoine à Paris, avec pour interprètes la chanteuse Marguerite Babaïan et, probablement, Maurice Ravel au piano.
Les références « A » sont celles du catalogue des œuvres de Ravel établi par le musicologue français Marcel Marnat :
1. Chanson de la mariée : « Réveille-toi, perdrix mignonne » — Modéré, à  N°74 du recueil d'Hubert Pernot et Paul Le Flem de 1903 (A.9)
2. « Là-bas, vers l'église » — Andante, à  et  N°25 du recueil d'Hubert Pernot et Paul Le Flem de 1903 (A.10)
3. « Quel galant m'est comparable » — Allegro, à  N°75 du recueil de Périclès Matza de 1883 (A.4)
4. Chanson des cueilleuses de lentisques : « Ô joie de mon âme » — Lent, à  et  N°105 du recueil d'Hubert Pernot et Paul Le Flem de 1903 (A.5)
5. « Tout gai ! » — Allegro, à  et  N°41 du recueil d'Hubert Pernot et Paul Le Flem de 1903 (A.11)

Quelques années plus tard, le 25e chant populaire grec du recueil d’Hubert Pernot et Paul Le Flem, source de la 2e des Cinq mélodies populaires grecques de Maurice Ravel, a servi de source d’inspiration à Maurice Emmanuel dans le 2e mouvement de sa  Suite sur des airs populaires grecs, op. 10 pour violon et piano (1907).
Aucune des éditions successives du recueil de Maurice Ravel aux éditions Durand ne précise ni la double provenance géographique (Épire et Chio), ni la provenance des deux recueils de chants populaires grecques de Périclès Matza (1883) d'une part et d'Hubert Pernot et Paul Le Flem (1903) d'autre part.

## Arrangements et orchestrations
Le 1er février 1913, sous le titre de Trois mélodies de Chio, les arrangements pour voix, harpe et tambourin, par Maurice Ravel, de trois des Cinq mélodies populaires grecques (n°1, n°2 et n°5 du recueil), furent créés par la chanteuse javanaise Mme Sorga Salle Pleyel à Paris au 395e concert de la Société nationale de musique.
Carlos Salzedo arrangea la totalité des Cinq mélodies populaires grecques pour voix et harpe en 1930.
Deux des Cinq mélodies populaires grecques (n°1 et n°5) ont été orchestrées par Maurice Ravel. Les trois autres (n°2, n°3 et n°4) l'ont été en 1935 par Manuel Rosenthal, dernier des rares élèves de composition de Maurice Ravel.

## Sixième mélodie populaire grecque de Maurice Ravel
Une sixième mélodie populaire grecque harmonisée par Maurice Ravel nous est parvenue : Tripatos, danse chantée, n°14 du recueil d’Hubert Pernot et Paul Le Flem de 1903, commandée par Marguerite Babaïan et créée par elle, probablement accompagnée par sa sœur, Chuchik Babaïan-Laloy, à une conférence musicale de son beau-frère, Louis Laloy, sur les Chansons et danses populaires arméniennes, russes, grecques et françaises, le 16 avril 1907, Salle Pleyel à Paris. La partition de cette mélodie a été publiée en annexe du numéro spécial Maurice Ravel de La Revue musicale de décembre 1938. Dans une lettre du 8 décembre 1927 à Marguerite Babaïan, Maurice Ravel s’était dit prêt à orchestrer Tripatos après son retour de tournée en Amérique du Nord de janvier à avril 1928 :

« Du diable si je me rappelle une note du Tripatos ! S'il me semble que ça en vaille la peine, je l'orchestrerai volontiers, pas avant mon retour, par exemple . »

Ce projet d'orchestration de Tripatos ne fut cependant pas concrétisé.

## Quatre mélodies populaires grecques inédites
Maurice Ravel a harmonisé quatre autres mélodies populaires grecques dont les manuscrits ont été détruits ou perdus : trois mélodies du recueil de Périclès Matza de 1883 créées le 20 février 1904, À vous, oiseaux des plaines (n°4), Chanson du pâtre épirote (n°47) et Mon mouchoir, hélas, est perdu (n°36) ; et un Mirologue (n°79 du recueil d'Hubert Pernot et Paul Le Flem de 1903) probablement créé par la chanteuse Louise Thomasset, peut-être accompagnée au piano par Maurice Ravel lors d'une autre conférence musicale de Michel Dimitri Calvocoressi le 21 décembre 1905 à l'École des Hautes Études sociales à Paris.

## Analyse
Arthur Hoérée porte le jugement suivant :

« Aucun développement intempestif, aucun anachronisme criard n’entachent les thèmes agrestes des Cinq mélodies populaires grecques (1907) que Ravel harmonise avec simplicité, cherchant surtout à en fixer la couleur par des batteries aux rythmes variés. Ce sont : Chanson de la mariée ; Là-bas, vers l’église ; Quel galant m’est comparable, avec sa ritournelle de pipeau ; Chanson des cueilleuses de lentisques, qui varie à l’infini la disposition d’un même accord ; Tout gai !, danse vivante dont les quatre bémols font sonner la voix comme une trompette. »

Vladimir Jankélévitch considère que « Ravel commence à se renouveler par l'exotisme et par le folklore […] surtout dans l'harmonisation des Cinq mélodies populaires grecques ».

## Discographie
- Irma Kolassi, chant (en grec), et Jacqueline Bonneau, piano, enregistrement de 1952, Decca, repiquage sur CD Testament 2003.
- Dietrich Fischer-Dieskau, baryton (en français), et Karl Engel, piano, Polydor International, 1960, repiquage sur CD Deutsche Grammophon (463 514 2), 2000.
- Ravel : Mélodies, CD, par Nora Gubisch, mezzo-soprano, et Alain Altinoglu, piano, Naïve (V5304), 2012.

### Recueils de chansons populaires grecques utilisés par Maurice Ravel
- Périclès Matza, Album recueil de 80 Mélodies grecques, Constantinople, Chez A. Comendinger, fournisseur de S.M.I. le Sultan, 1883 Source de la 3e des Cinq mélodies populaires grecques ; l'orthographe du nom de l'auteur du recueil varie Matza / Matzas ou Matsa / Matsas ; le recueil est d'une grande rareté, un exemplaire est conservé au département de la musique de la BnF mais ne figure pas dans le catalogue informatisé[13]
- Hubert Pernot et Paul Le Flem, Mélodies populaires grecques de l'île de Chio : recueillies au phonographe par Hubert Pernot,... et mises en musique par Paul Le Flem,.., Paris, Imprimerie Nationale-Ernest Leroux, 1903, 129 p. (BNF 31083148, lire en ligne) Source de quatre des Cinq mélodies populaires grecques (1e, 2e, 4e et 5e)

### Écrits de Maurice Ravel
- Maurice Ravel, L'intégrale : Correspondance (1895-1937), écrits et entretiens : édition établie, présentée et annotée par Manuel Cornejo, Paris, Le Passeur Éditeur, 2018, 1769 p. (ISBN 978-2-36890-577-7 et 2-36890-577-4, BNF 45607052)

### Monographies
- (en) Michel Dimitri Calvocoressi, Musicians Gallery : Music and Ballet in Paris and London. Recollections of..., Londres, Faber and Faber Limited, 1933, p. 75-76 Livre de souvenirs
- Vladimir Jankélévitch, Ravel, Paris, Seuil, coll. « Solfèges », 1956, rééd. 1995, 220 p. (ISBN 978-2-02-023490-0 et 2-02-023490-4) Réédition d'un livre d'abord paru en 1937 aux éditions Rieder
- Roland-Manuel, À la gloire de... Maurice Ravel, Paris, Nouvelle Revue Critique, 1938 (BNF 32580891), p. 122, 261
- Marcel Marnat, Maurice Ravel, Paris, Fayard, coll. « Indispensables de la musique », 1986 (ISBN 2-213-01685-2, BNF 43135722), p. 191-192, 740-742, 745-746.
- Christian Goubault, Maurice Ravel : le jardin féerique, Paris, Minerve, 2004, 357 p. (ISBN 2-86931-109-5, BNF 39264179).

### Articles et chapitres de livres
- Arthur Hoérée, « Les mélodies et l’œuvre lyrique », La Revue musicale, no 6,‎ 1er avril 1925, p. 47-64 (ISSN 0768-1593) Article paru dans un numéro spécial Maurice Ravel à l'occasion du cinquantième anniversaire du compositeur le 7 mars 1925, passage sur les Cinq mélodies populaires grecques p. 55
- Marguerite Babaïan, « Maurice Ravel et les chansons populaires grecques », La Revue musicale, no 187,‎ décembre 1938, p. 110-111 (ISSN 0768-1593, lire en ligne)
- Michel Dimitri Calvocoressi, « Appendice au numéro Ravel. V », La Revue musicale, no 188,‎ janvier-février 1939, p. 16-17 (ISSN 0768-1593, lire en ligne)
- Marguerite Babaïan, « Appendice au numéro Ravel. VI », La Revue musicale, no 188,‎ janvier-février 1939, p. 17 (ISSN 0768-1593, lire en ligne)
- (en) Michel Dimitri Calvocoressi, « When Ravel Composed to Order », Music & Letters, t. 22, no 1,‎ janvier 1941, p. 54-59 (ISSN 0027-4224, lire en ligne) Passage sur les Cinq mélodies populaires grecques p. 55-56
- (en) Michel Dimitri Calvocoressi, « Ravel's Letters to Calvocoressi with Notes and Comments », The Musical Quarterly, t. 27, no 1,‎ janvier 1941, p. 1-19 (ISSN 0027-4631, lire en ligne) Passage sur une des mélodies populaires grecques inédites, Mirologue, p. 2-3
- Marie-Claire Beltrando-Patier, « Maurice Ravel », dans Brigitte François-Sappey et Gilles Cantagrel (dir.), Guide de la mélodie et du lied, Paris, Fayard, coll. « Les Indispensables de la musique », 1994, 916 p. (ISBN 2-213-59210-1), p. 522-534. Passage sur les Cinq mélodies populaires grecques, p. 527
- Serge Gut, « Permanence et transformation des structures mélodiques grecques antiques dans les Mélodies populaires grecques de Maurice Ravel », Revue de Musicologie, t. 84, no 2,‎ 1998, p. 263-276 (ISSN 0035-1601, lire en ligne)
- Bruno Bossis, « Sources populaires et composition, l’exemple des mélodies grecques de Bourgault-Ducoudray et Ravel », Ostinato Rigore, n°24, janvier 2006 : Maurice Ravel, p. 219-242.
- Manuel Cornejo et Dimitra Diamantopoulou-Cornejo, « Quelques précisions sur la genèse des Mélodies populaires grecques harmonisées par Maurice Ravel : des dix mélodies initiales aux six mélodies éditées », Cahiers Maurice Ravel, no 13,‎ 2010, p. 149-192